# Helichrysum italicum
Helichrysum italicum (conocida como siempreviva, inmortal, es una especie de planta fanerógama perteneciente a la familia de las asteráceas.

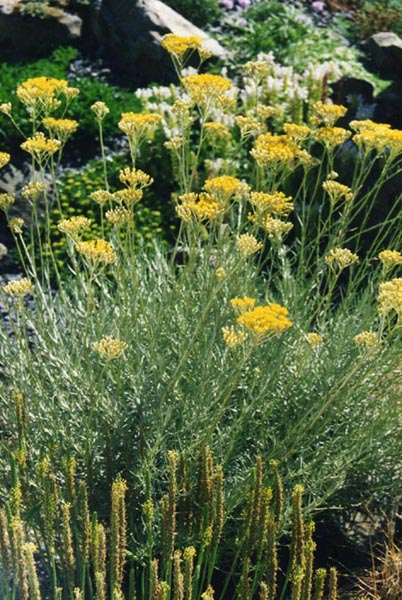
Vista de la planta

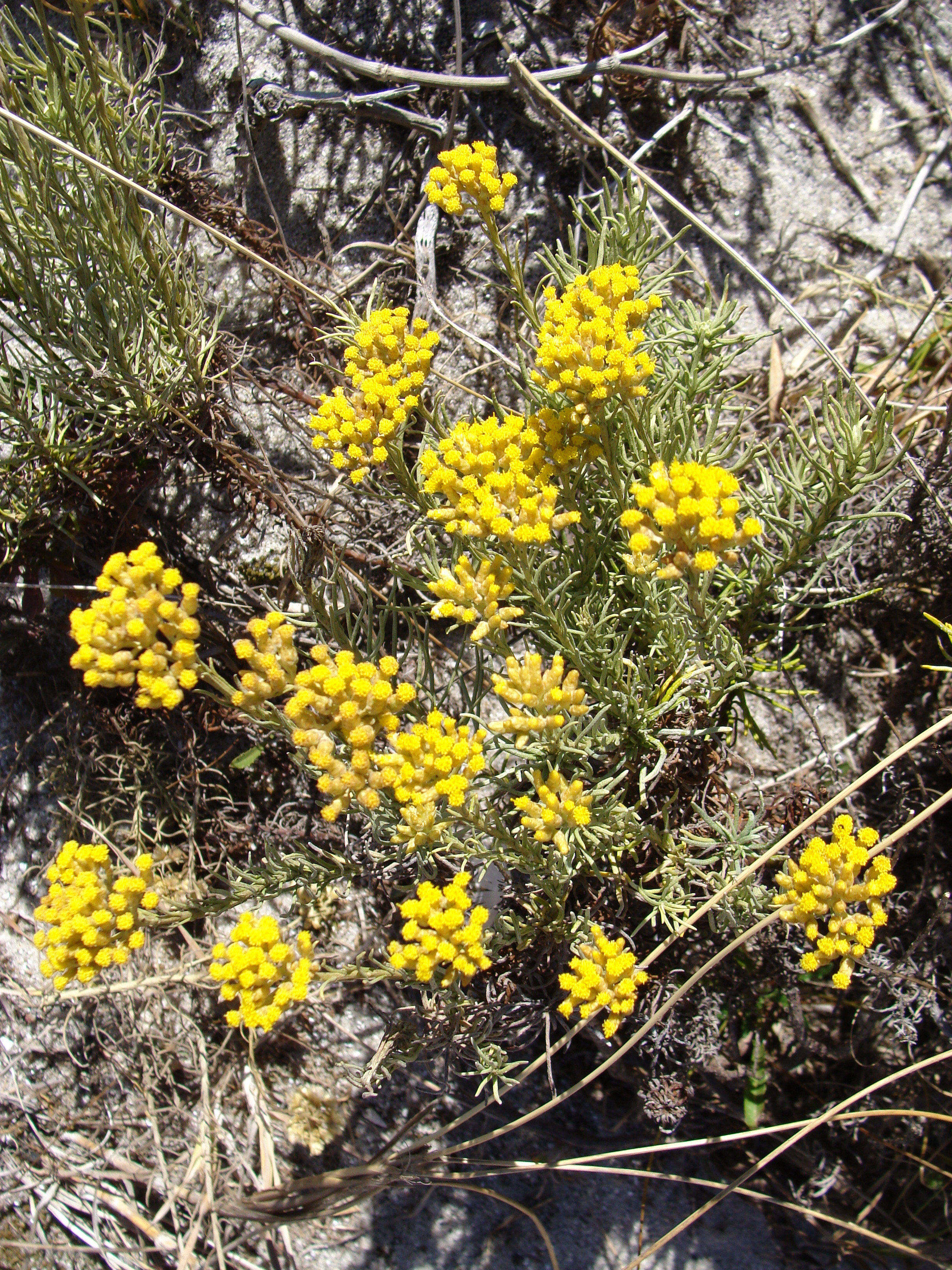
Detalle de las flores

## Descripción
Es una planta perenne cuyos tallos alcanzan entre 40 y 60 cm de altura. Hojas lineales de 6-40 × 0,3-1,5 mm, cubiertas de una aromática pelusa blanquecina. Capítulos en glomérulos terminales. Involucro de 4-5,5 (-6) × 3-4 mm, cilíndrico-campanulado, aracnoideo en el ½ o en el ¼ inferior. Brácteas involucrales externas ovadas, subcoriáceas, tomentosas; las medias e internas de oblongo-espatuladas a oblongas, escariosas, amarillo-doradas. Flores femeninas de 3,1-3,5 mm; las hermafroditas de 3,2-3,7 mm. Aquenios de 0,4-0,8 × 0,2-0,4 mm, glabros, pardos. Vilano de 3,2-3,8 mm. Tiene un número de cromosomas de 2n = 28. En la península ibérica, florece a partir de mayo.

## Distribución y hábitat
Originaria del Mediterráneo. Crece en collados y laderas, sobre todo en arenales marítimos y tomillares nitrófilos.

## Toxicidad
En dosis altas, su ingestión puede suponer un riesgo para la salud, ya que las partes aéreas contienen el monoterpeno 1,8-cineol (eucaliptol).
Está contraindicado su uso en embarazo.

## Usos
Posee propiedades antiinflamatorias. La infusión de la sumidad florida se toma contra los trastornos digestivos y problemas hepáticos como hepatitis e inflamación de la vesícula biliar. Por vía tópica, se emplea contra la conjuntivitis y problemas de la piel: acné, dermatitis, quemaduras, psoriasis, cicatrices. Para ello, se frota una gasa empapada de infusión sobre la zona afectada varias veces al día.

## Taxonomía
Helichrysum italicum fue descrita por (Roth) G.Don, y publicado en Loudon's Hortus Britannicus 1: 342, 1830.
Etimología
Helichrysum: nombre genérico que deriva del griego antiguo ἕλιξ helix = "retorcido" y χρυσός crisós = "oro".
italicum: epíteto latíno que significa "de Italia"
Variedades
- Helichrysum italicum subsp. microphyllum (Willd.) Nyman
- Helichrysum italicum subsp. picardii Franco
- Helichrysum italicum subsp. pseudolitoreum (Fiori) Bacch. & al.
- Helichrysum italicum var. pseudolitoreum Fiori
- Helichrysum italicum subsp. serotinum (Boiss.) P.Fourn.
- Helichrysum italicum subsp. siculum (Jord. & Fourr.) Galbany & al.

Sinonimia
- Gnaphalium glutinosum Ten.
- Gnaphalium glutinosum var. glutinosum
- Gnaphalium italicum Roth
- Helichrysum angustifolium var. numidicum (Pomel) Maire
- Helichrysum italicum var. italicum
- Helichrysum italicum subsp. italicum
- Helichrysum italicum var. numidicum (Pomel) Quézel & Santa
- Helichrysum italicum var. serotinum (Boiss.) O.Bolòs & Vigo
- Helichrysum numidicum Pomel
- Helichrysum rupestre subsp. glutinosum (Ten.) Nyman
- Helichrysum serotinum (DC.) Boiss.
- Helichrysum stoechas subsp. numidicum (Pomel) Batt.[6]

## Nombres comunes
- Se conoce comúnmente como siempreviva, perpetua, helicriso, inmortal o yesquera.